# Céline Seigneur
Céline Seigneur (Estrasburgo, 7 de mayo de 1975) es una deportista francesa que compitió en esgrima, especialista en la modalidad de florete. Ganó una medalla de bronce en el Campeonato Mundial de Esgrima de 2005, en la prueba por equipos.

## Palmarés internacional
| Campeonato Mundial | Campeonato Mundial | Campeonato Mundial | Campeonato Mundial  |
| Año                | Lugar              | Medalla            | Prueba              |
| ------------------ | ------------------ | ------------------ | ------------------- |
| 2005               | Leipzig (Alemania) | Medalla de bronce  | Florete por equipos |